# 綏寧省
绥宁省是中华民国时期1946年4月10日至10月17日，中共北滿省委在于今黑龙江省东南部建立的一个省。
1946年4月8日至10日，绥宁省首届临时参议会在牡丹江市召开会议，决定创建绥宁省。大会选举产生了由十三位行政委员组成的绥宁省政府行政委员会，张静之当选为绥宁省政府主席。成立了绥宁省参议会，李大章任参议长。4月9日，中共北满分局决定，绥宁军区司令员李荆璞，李大章兼政委，军区直属三个支队。4月15日，绥宁省政府在牡丹江市正式成立。管辖牡丹江市、东安市和安宁、穆棱、东宁、绥阳、密山、鸡宁、虎林、林口等八县。1946年4月18日，中共北满分局决定撤销中共牡丹江地委，成立中共绥宁省委，李大章任省委书记。1946年5月，东北局决定中共绥宁省委改为中共绥宁分省委，受合江省委领导。
1946年9月24日，东北各省市行政联合办事处行政委员会决定，撤销绥宁省，改设牡丹江专区。1946年10月17日，绥宁省改为东北行政委员会直属牡丹江专区，张静之任专区专员。10月18日，东北局决定：中共绥宁分省委撤销，成立中共牡丹江地委，何伟为书记，受东北局直接领导。